# Ruben Loftus-Cheek
Ruben Ira Loftus-Cheek (født 23. januar 1996 i London, England) er en engelsk fodboldspiller (midtbane). Han spiller for AC Milan i den italienske Serie A.

## Klubkarriere
Som ungdomsspiller var Loftus-Cheek en del af Chelsea's akademi, og han blev en del af klubbens seniorhold i 2014. Han debuterede for klubben 10. december samme år i en Champions League-kamp mod Sporting Lissabon.
I de følgende år havde Loftus-Cheek, under forskellige managere, svært ved at bide sig fast på holdet i Chelsea. I sæsonen 2017-18 blev han udlejet til en anden London-klub, Crystal Palace. I 2018-19 kom han tilbage til Chelsea og scorede sit første hat-trick i Europa League mod BATE Borisov.

## Landshold
Loftus-Cheek har (pr. maj 2018) spillet to kampe for Englands landshold, som han debuterede for 10. november 2017 i en venskabskamp mod Tyskland. Han blev udtaget til VM 2018 i Rusland.